# Lisse
Lisse (nizozemsko: [ˈlɪsə] ()) je mestece in občina v provinci Južna Holandija v zahodni Nizozemski. Občina, ki leži znotraj Regije sipin in čebulnic, obsega površino 16,05 km² od tega je 0,36 km² voda. V začetku leta 2024 je imela 23.442 prebivalcev. V mejah občine je tudi skupnost De Engel.

## Zgodovina

### Zgodnja zgodovina
Zgodovina mesta Lisse je tesno povezana in podobna zgodovini sosednjih mestec Hillegom in Sassenheim. Na podlagi listine iz leta 1198, ki uradno omenja ime kraja, je Lisse leta 1998 praznoval 800-letnico, čeprav obstajajo znaki, da je bilo tam naselje že v 10. stoletju.
V srednjem veku je bilo Lisse majhno naselje; leta 1500 je bilo samo 50 hiš. Zaradi dolgotrajnega vojskovanja (zlasti vojn Karla Drznega in osemdesetletne vojne ) je prevladovala revščina. Njegovo prebivalstvo je živelo od poljedelstva, živinoreje in nabiranja šote.

### Novejša zgodovina
V 17. in 18. stoletju je bil Lisse, podobno kot Hillegom, dom številnih posestev bogatih trgovcev in plemstva. Gozdovi in vrtovi posestev Keukenhof, Meerenburg, Wildlust, Zandvliet, Overduin en Akervoorde, Wassergeest, Grotenhof, Ter Specke, Dubbelhoven, Rosendaal, Veenenburg en Berkhout, Middelburg, Ter Beek in Uytermeer so prispevali k lepoti in slavi mesta.

Toda v naslednjih stoletjih je bilo vsako od teh posestev (razen Keukenhofa) opuščeno, da bi naredili prostor za gojenje čebulnic. Peščena tla v okolici Lisse so bila zelo primerna za njihovo rast, če je bila zemlja pognojena. Bližnje sipine so bile izkopane in gozdovi postopoma posekani za več polj za cvetličarstvo. To je temu območju prineslo zaposlovanje in blaginjo.

## Cvetličarski center
V 20. stoletju je posel s čebulicami cvetja še naprej cvetel, kar je povzročilo ustanovitev dražbe in trgovskih hiš, velikih kultivatorjev in zadrug. Danes Lisse izvaža čebulnice v velikih količinah v več kot sto držav po vsem svetu.
Lisse, ki se nahaja v središču "regije sipin in čebulic" ( Duin-en Bollenstreek ), nizozemske cvetlične regije, je tudi velika turistična atrakcija. Spomladi, ko so polja okoli Lisseja v pisanem cvetju, območje obišče na stotisoče domačih in tujih turistov. Edino preostalo posestvo, ki ni bilo opuščeno in spremenjeno za gojenje rož (Keukenhof), je postalo svetovno znano po razstavah cvetja.

## Turizem in zanimivosti
Najbolj priljubljena atrakcija v Lisseju je Keukenhof, ki je odprt le spomladi, ko cvetijo tulipani. Vsako pomlad po glavnih ulicah mesta Lisse poteka tudi parada cvetja, imenovana Bollenstreek Bloemencorso. Avgusta v vrtovih gradu Keukenhof poteka fantazijski festival Castlefest.
Druge zanimivosti so muzeji:
- Graščina Dever, obnovljeni grajski stolp iz 14. stoletja
- Grad Keukenhof, del posestva Keukenhof, vendar odprt vse leto
- Museum De Zwarte Tulp (Muzej črnih tulipanov), ki prikazuje zgodovino nizozemske regije gojenja čebulnic

- Cerkev sv. Agate
- Polje tulipanov v Lisseju
- Mlin na veter v Lisseju
- Grad Keukenhof